# Carry On Wayward Son
Carry On Wayward Son é uma canção interpretada pela banda americana Kansas. Foi escrita por Kerry Livgren para o álbum Leftoverture, de 1977. A canção foi lançada em outubro de 1977 e alcançou a 11ª posição na Billboard Pop Singles.
A música é tocada em todos os episódios season finale da série Supernatural, com exceção da primeira temporada. É considerada um tema não oficial da série. Além disso, teve uma versão acústica para celebrar o episódio de número 200. A música também é tocada no filme Fear Street Part Two: 1978, da Netflix.